# The Prima Donna's Husband
The Prima Donna's Husband è un film muto del 1916 diretto da Joseph A. Golden e Julius Steger.

## Produzione
Il film fu prodotto dalla Triumph Films.

## Distribuzione
Distribuito dalla A & W Film Corp., il film uscì nelle sale cinematografiche USA il 12 giugno 1916.